# Блоло
Блоло бян и блоло бла (на английски: blolo bian, blolo bla) представляват антропогенни художествено изработени дървени фигурки на племето бауле в Кот д'Ивоар, неразделна част от бита и културата му..
Блоло скулптурите се разделят на 5 категории, като всяка от тях има своята специфика и се отнася към различен аспект от живота на племето Според вярванията Блоло е алтернативен свят, съществуващ едновременно с нашия. В превод името означава „Селото на истината“. Блоло бян е фигурка на мъж от този свят, а блоло бла – на жена.

## Видове скулптури
Блоло скулптурите се разделят на 5 категории с различно предназначение, всяка от които изпълнява различни функции. При направата им не всички са изработени с подробни детайли. Някои от тях са повече публични като asie и komyen и служат за гадаене. Те представляват танцьори-пророчици и духове на дивата природа, които живеят в храстите отвъд границите на селото. Статуите с глави на кучета, известни като aboya и mbotumbo са също гадателски, но са свързани със смъртта. Съществуват и ловни статуи блоло – на духове, които обитават дълбоките и гъсти гори. Всички те служат за гадаене и умилостивяване на хората от отвъдното и нямат нищо общо с култа към предците.
Гадаенето по фигурките служи като връзка на материалния към духовния свят и е съществен елемент в професионалната практика на гадателите на племето. Тези жреци са лица, които са били избрани от духовете, за да бъдат медиуми, чрез които да се съобщават важни прозрения за хората. Най-любопитни и различни от другите африкански култури са блоло бян и блоло бла – мъжка и женска фигури, които представляват съпрузите на техните собственици в „духовния свят“.

## Вярвания
Бауле вярват, че човешкото съществуване следва непрекъснат ход от един свят в друг. Когато при раждането си даден човек извършва преход към земния живот, той оставя в предишния съпруг или съпруга и деца. Този предишен свят, наричан Блоло, е огледален двойник на нашия. Идвайки тук, човекът е приет от ново семейство и започва земния си път. Блоло е мястото, откъдето идва всяко новородено дете и където се връщаме след смъртта. На Земята се раждат тези, които умират в паралелния свят. Всеки човек произлиза от Блоло и никога не може да скъса напълно връзките, създадени в него.
Съпрузите от огледалния свят могат да оказват влияние върху всички аспекти от земния живот на човека, като това влияние може да бъде както добро, така и лошо, и даже опасно. Ако бъдат забравени, те ревнуват и могат да предизвикат стерилитет при жената или импотентност при мъжа. Затова понякога на всеки човек се напомня за съществуването на семейство в алтернативния свят. Това се случва в юношеството или в зряла възраст, при проява на някаква психологична криза, обикновено от сексуално естество. В такива случаи човекът се съветва с жреца (комиен-фуе), който определя причината за страданията. Обикновено те са изпратени от съпруга или съпругата от отвъдния свят, които ревнуват от новото семейство.

## Предназначение
Блоло бян и Блоло бла оказват сериозно влияние върху живота на техните алтернативни земни партньори. За да бъдат умиротворени, обикновено се изисква да им се посвети дървена статуетка – блоло бян за мъж или блоло бла за жена. Чрез посредничеството на жреца, който получава напътствия от отвъдния съпруг, се придават всички физически черти на фигурката – прическа, дрехи, стойка, обредни нарези и други. Статуйките отразяват естетическите идеали на бауле за външна красота, представляват идеал за мъжественост или женственост и въплъщават не само физическо съвършенство, но и социални, морални и интелектуални качества. Красотата на фигурките символизира успеха на техните собственици, като посредници с духовния свят.(3) Всъщност представляват идеализирани мъжки или женски фигури в разцвета на силите си, нито твърде млади, нито твърде стари. Освен това фигурката дори помага на семейството да се сдобие с деца и колкото по-красива е тя, толкова повече са децата. Затова се изработва с особено усърдие и се набляга на всеки детайл, особено на сложните елементи на прическата.
Фигурката се поставя в къщата на притежателя и се приема като дом на неспокойния дух от отвъдното. Организира се специална церемония, за да може партньорът от света Блоло да се сдобри със земния съпруг. След това фигурката се поставя в спалнята на земните съпрузи, където ѝ се поднасят дарове, обличат я, почистват я, парфюмират я, смазват я с мазнина, украсяват я с бижута. Когато семейството се храни, първо се сервира в чиния, поставяна пред статуйката. Хранят я с яйца, пюре от ямс, бяла кокошка, палмово вино. Така се предизвиква благоразположението на съпруга от отвъдния свят. Даже след сватбата ден в седмицата се посвещава на отвъдния партньор и тогава земните съпрузи не могат да спят заедно. Земният съпруг прекарва този ден, обикновено петък, като яде сам в стаята си и има интимна вечеря с духа на партньора от огледалния свят. Когато се обръща със сериозна молба към него, предварително натрива статуйката с бяла глина.
Ако по някакъв повод дърворезбата изчезне, трябва да се направи нова от същия майстор и не е необходимо непременно да изглежда като първата. Когато човекът умре, духът на блоло бян или блоло бла напуска статуйката и преминава в другия свят като земен дух По тази причина след смъртта на притежателя, блоло фигурката не се запазва. Понякога се дава като подарък на хора, подпомогнали по някакъв начин семейството. Друг път децата ги запазват, за да имат някаква връзка с починалите си родители.

## Изработка
Статуетката се изработва от дърво с голямо внимание към детайлите, като особено са набляга на ритуалните нарези по лицето и тялото. Характерни елементи за скулптурите блоло са фино и подробно изработена глава, изправен торс, ръце, притиснали корема, тънка и дълга шия, бадемовидни или кръгли очи и свити крака. Вниманието се фокусира основно върху главата с тънки, резбовани детайли по лицето, обредни нарези по бузите, от двете страни на устата, по челото и дори по слепоочията. Сложната прическа се изработва много внимателно и детайлно, с фина линия, разделяща челото от косата. Други, също така подробно разработени ритуални нарези покриват гърба и се свързват с тези върху корема. Краката са в позиция на леко свити колене в съответствие с естетическите стандарти на бауле, които показват тялото в цялото му мъжество, респективно женственост, носещо чувствени обещания. Тъй като при бауле жената не се смята за такава, докато не роди дете, много от женските блоло бла са изобразени бременни, с ръка върху корема.
Традицията на изработване на статуйките блоло бян и блоло бла е жива. В наше време обаче фигурките се обличат в съвременни дрехи и внимателно се оцветяват.